# Aristolochia panamensis
Aristolochia panamensis Standl. – gatunek rośliny z rodziny kokornakowatych (Aristolochiaceae Juss.). Występuje endemicznie w Panamie.

## Morfologia
PokrójKrzew o pnących, trwałych i owłosionych pędach.
LiścieMają owalny lub eliptyczny kształt. Mają 10–23 cm długości oraz 5–12 cm szerokości. Nasada liścia ma grotowaty lub sercowaty kształt. Z ostrym lub spiczastym wierzchołkiem. Są owłosione od spodu. Ogonek liściowy jest owłosiony i ma długość 1 cm.
KwiatyMają czerwono-purpurową barwę i 5 cm długości. Mają wygięty kształt.
OwocePrawie zdrewniałe Torebki. Mają 2–5 cm długości.

## Biologia i ekologia
Rośnie w lasach wilgotnych.